# 藤間勘十郎
藤間 勘十郎（ふじま かんじゅうろう）は藤間流の名跡。
- 2代目藤間勘兵衛の娘婿だった3代目藤間勘兵衛が家庭の不和から藤間を離れて名乗った名。晩年に勘兵衛へ復名した。

- 3代目藤間勘兵衛の養子の藤間大助が養家に遠慮して分家し、勘十郎派を立てた。

以下は、勘十郎派の名跡として藤間大助を初代として述べる。（3代目藤間勘兵衛が一時名乗った「勘十郎」は代数に数えない。）当代8代目宗家藤間流家元。

## 初代
初代勘十郎（寛政8年（1796年） - 天保11年12月24日（1841年1月16日））
大坂の舞踊瀬山（または世家真）家一族、3代目藤間勘兵衛の養子で門下。瀬山大助、初代藤間大助を名乗る。1818年から4年程大阪で修行、その頃に養父が亡くなり1823年に帰京し岩井大助を名乗っていたが藤間大助に戻る。1831年に養父の勘兵衛を継がずに茅場町に別家を構え勘十郎を襲名した。4代目中村歌右衛門、2代目関三十郎の変化舞踊の振付けをする。著名な振り付けに「正札付」「保名」「藤娘」など。渾名（あだな）を「踊りっ子」。

## 2代目
2代目勘十郎（文政6年（1823年） - 明治15年（1882年）7月14日）藤間流3代目宗家。
初代勘兵衛の養女。本名は藤間よし。通称「大よし」。
2代目から5代目までは女性で劇場振付けを行なわなかった。

## 3代目
3代目勘十郎（生年不詳 - 明治10年（1877年））
「櫓下の勘十郎」、「亀三勘十郎」等と言われる。
なお、別家元（慶応2年（1866年） - 明治21年（1888年）8月19日）3代目の子の2代目藤間よしをが3代目勘兵衛（名義上4代目）を名乗った。夭折。本名は藤間ふぢ。

## 4代目
4代目勘十郎（生没年不詳）
同じく別家元（天保3年（1832年） - 明治25年（1892年）8月27日）3代目の妹の2代目世家真大助が4代目勘兵衛（名義上5代目）を名乗った。本名は世家真かね。

## 5代目
5代目勘十郎（安政3年（1856年） - 昭和10年（1935年）3月10日）は4代目の養女。藤間流6代目宗家。
本名、藤間（旧姓:田中）多津（タツ）。東京の出身。6歳から教えを受け、その後坂東三津江に稽古を受ける。1892年に4代目の養子になり4代目没後に藤間かねから藤間よしを襲名、一度は初代藤間勘祖を名乗ったが、1899年に勘十郎を襲名。1926年に隠居。
同じく別家元（生年不詳 - 大正15年（1926年））が5代目勘兵衛（名義上6代目）を名乗った。6代目尾上菊五郎を幼少から指導し後に名人と称えられる。

## 6代目
6代目勘十郎（明治33年（1900年）10月8日 - 平成2年（1990年）12月5日）は5代目の養子。後の2代目藤間勘祖。

## 7代目
7代目勘十郎（昭和20年（1945年）12月9日 - ）は6代目の長女。後の3代目藤間勘祖。

## 8代目
8代目勘十郎（1980年3月13日 - ）は7代目の長男。